# Atholus malaysi
Atholus malaysi är en skalbaggsart som beskrevs av Lewis 1908. Atholus malaysi ingår i släktet Atholus och familjen stumpbaggar. Inga underarter finns listade i Catalogue of Life.